# Mer de Luçon
Une proposition de fusion est en cours entre Mer de Luçon et Mer des Philippines occidentales.
La mer de Luçon est une petite mer des Philippines située à l'ouest des îles de Luçon et de Mindoro. Elle mélange ses eaux avec la mer de Chine méridionale.